# Romanswiller
Romanswiller település Franciaországban, Bas-Rhin megyében. Lakosainak száma 1184 fő (2022. január 1.). Romanswiller Cosswiller, Sommerau, Crastatt, Wangenbourg-Engenthal és Wasselonne községekkel határos.

## Népesség
A település népessége az elmúlt években az alábbi módon változott:
| Lakosok száma | 1310 | 1278 | 1275 | 1239 | 1223 | 1214 | 1192 | 1188 | 1184 |
|               | 2013 | 2015 | 2016 | 2017 | 2018 | 2019 | 2020 | 2021 | 2022 |